# AEG C.IV
AEG C.IV – niemiecki samolot rozpoznawczy z okresu I wojny światowej. Używany również w roli samolotu szturmowego i bombowego.

## Historia
AEG C.IV był następcą wcześniejszych modeli firmy AEG: C.I i C.II. Zaprojektował go na przełomie 1915/1916 r. inżynier König, prototyp oblatano na początku 1916 roku. W maszynie powiększono rozpiętość skrzydeł, wyposażono ją w mocniejszy silnik i dodano zsynchronizowany karabin maszynowy pilota. Aby poprawić stateczność maszyny, przedłużono o 2 przęsła kratownicy kadłub (0,85 m), nazywając tę wersję v.R (verlängernen Rumpf).
W 1917 roku opracowano powiększoną wersję C.IVN, przeznaczoną do nocnego bombardowania, z silnikiem Benz Bz.III. Nowa konstrukcja została dostosowana do przenoszenia ładunku 300 kg bomb. W latach 1916–1917 zbudowano 658 samolotów C.IV, nie tylko w wytwórni macierzystej, ale także na licencji w zakładach Fokkera (zbudowano tam 250 egzemplarzy wersji C.IVa z silnikiem Argus As III o mocy 132 kW (180 KM).

## Opis konstrukcji

Silnik Mercedes D.IIIa eksponowany w MLP w Krakowie

Był to dwumiejscowy dwupłat konstrukcji mieszanej z przewagą elementów metalowych. Kadłub stanowiła spawana z rur stalowych kratownica kryta z góry sklejką, zaś dół i boki płótnem; skrzydła o dużym wydłużeniu z dźwigarami z rur stalowych z drewnianymi żebrami kryte płótnem, połączone ze sobą stojakami z rur stalowych; lotki tylko na górnym płacie. Usterzenie o płaskim profilu również z rurek stalowych, kryte płótnem, statecznik pionowy wsparty zastrzałami. Napęd najczęściej stanowił 6-cylindrowy silnik rzędowy Mercedes D.III o mocy 118 kW (160 KM), z metalową osłoną i charakterystycznym kolektorem wydechowym z wylotem wysoko ponad górnym płatem (w samolotach kompletowanych w Polsce stosowano również silniki Opel, Stoewer i Deutzer o mocy 132 kW (180 KM)). Podwozie klasyczne dwukołowe stałe z płozą ogonową. Uzbrojenie: 1 zsynchronizowany karabin maszynowy lMG 08/15 Spandau 7,92 mm pilota oraz ruchomy karabin maszynowy obserwatora Parabellum lMG14 7,92 mm z zapasem 500 naboi na k.m. Samolot mógł także przenosić 4 bomby o masie do 90 kg, umieszczane w kabinie obserwatora.

## Użycie w lotnictwie
Samoloty AEG C.IV szeroko stosowano na froncie zachodnim do działań rozpoznawczych, eskortujących, bombowych i szturmowych, a także korygowania ognia artylerii. Oprócz tego służyły na froncie włoskim, a także w Macedonii - wchodziły w skład sił lotniczych Bułgarii i Turcji. W czerwcu 1917 r. na wszystkich frontach operowało ok. 170 maszyn tego typu, a w sierpniu 1918 r. już tylko 40 sztuk. Pod koniec wojny zastąpiły je nowsze konstrukcje i wycofywano je do szkół lotniczych i składnic samolotów. Ostatnie egzemplarze w polskim lotnictwie wycofano z  użytkowania w 1922 r.

### Służba w lotnictwie polskim
W Polsce znalazło się 91 sztuk tych maszyn, które pochodziły ze zdobyczy wojennych. Najwięcej, bo aż 51 płatowców zdobyto w hali Zeppelina na Winiarach, w większości bez silników. W latach 1919–20 zmontowano w bazie Ławica ponad 30 sztuk C.IV, wyposażając w różne dostępne silniki. Samoloty użytkowane były następnie w polskim lotnictwie podczas wojny polsko-bolszewickiej w latach 1919-20, służąc m.in. w 2, 5, 8, 9, 11 i 14 Eskadrze Wywiadowczej, a także w 21 Eskadrze Niszczycielskiej. Niemal wszystkie samoloty tego typu zostały skasowane w 1921 r. ze względu na duże zużycie.